# Pygospila bivittalis
Pygospila bivittalis là một loài bướm đêm trong họ Crambidae.